# بيتى هيوتون
بيتى هيوتون (بالإنجليزية: Betty Hutton) (و. 1921 – 2007 م) هي ممثلة أفلام، ومغنية، وممثلة مسرحية، وممثلة تلفزيونية أمريكية، ولدت في باتل كريك، توفيت في بالم سبرينغس، عن عمر يناهز 86 عاماً، بسبب سرطان القولون.

## التعليم
تعلمت في Salve Regina University ‏.

## وصلات خارجية
- بيتى هيوتون على موقع IMDb (الإنجليزية)
- بيتى هيوتون على موقع الموسوعة البريطانية (الإنجليزية)
- بيتى هيوتون على موقع ألو سيني (الفرنسية)
- بيتى هيوتون على موقع ميوزك برينز (الإنجليزية)
- بيتى هيوتون على موقع تيرنر كلاسيك موفيز (الإنجليزية)
- بيتى هيوتون على موقع أول موفي (الإنجليزية)
- بيتى هيوتون على موقع قاعدة بيانات برودواي على الإنترنت (الإنجليزية)
- بيتى هيوتون على موقع قاعدة بيانات الأفلام السويدية (السويدية)
- بيتى هيوتون على موقع إن إن دي بي (الإنجليزية)
- بيتى هيوتون على موقع أول ميوزيك (الإنجليزية)